# Corophiidea
De Corophiidea is een oude benaming voor een onderorde van de orde Amphipoda (vlokreeftjes). Ze werd onderverdeeld in de infraorden Corophiida en Caprellida. De taxonomie schoof een niveau op bij het creëren van de onderorde Senticaudata en de onderorde werd een infraorde (Corophiida) terwijl de infraorden parvorden werden (Corophiidira en Caprellidira).

## Systematiek
De systematiek van de Corophiidea werd in 2002 door A. A. Myers en J. K. Lowry grondig herzien. De groep bevatte toen 11 superfamilies en 21 families.